# Os Grandes Artistas da Mad - Sergio Aragonés
Os Grandes Artistas da Mad - Sergio Aragonés (MAD’s Greatest Artists: Sergio Aragonés: Five Decades of His Finest Works no original) é um livro que traz uma seleção de trabalhos do artista Sergio Aragonés na revista Mad, celebrando os quase 50 anos de trabalho do cartunista no periódico (ele publicou seu primeiro material autoral na revista em 1963). Originalmente lançado em 2010 nos Estados Unidos pela editora Running Press, o livro é dividido por décadas e faz um apanhado das principais séries do artista, como "Mad vê..." e "Marginais da Mad", além de cartuns e quadrinhos variados. O livro foi lançado no Brasil em 2013 pela Panini Comics e, no ano seguinte, ganhou o 26º Troféu HQ Mix na categoria "melhor publicação de humor gráfico".